# Heaven and Hell (jeu vidéo)
Pour les articles homonymes, voir Heaven and Hell.
Heaven and Hell est un jeu vidéo de type god game développé par MadCat Interactive et édité par CDV Software, sorti en 2003 sur Windows.

## Système de jeu
Heaven and Hell est un god game s'inspirant de la série Populous.

## Accueil
Heaven and Hell reçoit un accueil très mitigé de la presse spécialisée. Il obtient un score de 45 % sur Metacritic sur la base de 12 critiques.